# BlimE!
BlimE! er en kampagne NRK lancerede i efteråret 2010 som skulle give børn øget bevidsthed om at være venner med hinanden og vise omsorg. Slagordet er "Si hei! Vær en venn! BlimE! (dansk: Sig hej! Vær en ven! BlimE!).
Baggrunden for aktionen er, at NRK Super er den meste foretrukne børnekanal, både hos børn og voksne. Denne status ville NRK bruge til noget positivt.
BlimE! blev første gang introduceret i MGPJr 4 . september 2010, hvor alle publikummere og deltagere havde et turkis «BlimE!-armbånd» på. Disse armbånd blev også sendt gratis ud til alle som ønskede «at BlimE!».
Senere blev der præsenteret seksten BlimE!-ambassadører – kendisser af forskellige aldre – som gennem hele oktober har fortalt om den gang de behøvede en god ven. Det hele endte op på en BlimE!-uge i uge 43 – den sidste uge i oktober 2010, hvor hele NRK Suoer blev forvandlet til en «BlimE!-kanal». Denne uge blev kanalen tæppelagt med programmer om venskab på TV og eget oplæg på internet og radio.

## BlimE!-ambassadører
- Markus Henriksen
- Alex Rosen
- Chand Torsvik
- Lisa Tønne
- Bjørn Johan Muri
- Erik Solbakken
- Margrethe Røed
- Sebastian Warholm (Fra  Linus i Svinget/Jul i Svingen og Himmelblå)
- Adrian Grønnevik Smith (Fra Knerten)
- Ludvik Haug (Fra Norske talenter)
- Signe Landværk Holst (Fra Krem Nasjonal)
- Cecilie Nilsson Laursen (Fra AF1)
- Sam Eghtedari (Fra AF1 og Megafon)
- Malin Reitan (Fra MGPJr #2005)
- Torstein Snekvik (Fra MGPJr #2010)
- Gunni Jordfald Johnsen (Oldemor fra Barnas Supershow)

## Eksterne links
Hvad er BlimE? på nrksuper.no Arkiveret 26. oktober 2014 hos  Wayback Machine (Norsk)